# Paul Durand
Paul Durand (7 luglio 1988) è un ex giocatore di football americano e allenatore di football americano francese, che ha giocato come quarterback.
Dal 2012 al 2019 ha giocato nella nazionale francese, con la quale ha disputato il Mondiale 2015 e ha vinto i Giochi mondiali 2017 e l'Europeo 2018 (risultando, in quest'ultimo caso, anche MVP e miglior quarterback del torneo).
Ha vinto quattro volte il titolo nazionale francese (due con gli Spartiates d'Amiens e due con i Flash) e ha disputato una volta la EFAF Cup e la EFL (con gli Spartiates) e due volte la BIG6 (con i Flash).

## Statistiche
|                                        |                                        |     | Passing | Passing | Passing | Passing | Passing | Passing | Passing     | Rushing | Rushing    | Rushing        | Rushing |
| Stagione                               | Stagione                               | G   | Att     | Com     | Int     | Pct.    | Yd      | TD      | NCAA rating | Att     | Yd Portate | Yd Per portata | TD      |
| -------------------------------------- | -------------------------------------- | --- | ------- | ------- | ------- | ------- | ------- | ------- | ----------- | ------- | ---------- | -------------- | ------- |
| ?-?                                    | ?                                      | ?   | ?       | ?       | ?       | ?       | ?       | ?       | ?           | ?       | ?          | ?              | ?       |
| Totale Giants de Saint-Étienne         | Totale Giants de Saint-Étienne         | ?   | ?       | ?       | ?       | ?       | ?       | ?       | ?           | ?       | ?          | ?              | ?       |
| 2007                                   | ?                                      | ?   | ?       | ?       | ?       | ?       | ?       | ?       | ?           | ?       | ?          | ?              | ?       |
| Totale Spartiates d'Amiens (giovanile) | Totale Spartiates d'Amiens (giovanile) | ?   | ?       | ?       | ?       | ?       | ?       | ?       | ?           | ?       | ?          | ?              | ?       |
| Totale squadre giovanili               | Totale squadre giovanili               | ?   | ?       | ?       | ?       | ?       | ?       | ?       | ?           | ?       | ?          | ?              | ?       |
| 2008                                   | Div1                                   | ?   | ?       | ?       | ?       | ?       | ?       | ?       | ?           | ?       | ?          | ?              | ?       |
| 2009                                   | Div1                                   | ?   | ?       | ?       | ?       | ?       | ?       | ?       | ?           | ?       | ?          | ?              | ?       |
| 2010                                   | Div1                                   | ?   | ?       | ?       | ?       | ?       | ?       | ?       | ?           | ?       | ?          | ?              | ?       |
| 2011                                   | Div1                                   | ?   | ?       | ?       | ?       | ?       | ?       | ?       | ?           | ?       | ?          | ?              | ?       |
| 2011                                   | EFL                                    | ?   | ?       | ?       | ?       | ?       | ?       | ?       | ?           | ?       | ?          | ?              | ?       |
| 2012                                   | Div1                                   | ?   | ?       | ?       | ?       | ?       | ?       | ?       | ?           | ?       | ?          | ?              | ?       |
| 2012                                   | EFAF                                   | 1+? | 19+?    | 9+?     | 2+?     | 47.4    | 62+?    | 0+?     | ?           | 8+?     | 76+?       | ?              | 1+?     |
| Totale Spartiates d'Amiens             | Totale Spartiates d'Amiens             | ?   | ?       | ?       | ?       | ?       | ?       | ?       | ?           | ?       | ?          | ?              | ?       |
| 2013                                   | Div1                                   | ?   | ?       | ?       | ?       | ?       | ?       | ?       | ?           | ?       | ?          | ?              | ?       |
| 2014                                   | Div1                                   | ?   | ?       | ?       | ?       | ?       | ?       | ?       | ?           | ?       | ?          | ?              | ?       |
| 2015                                   | Div1                                   | ?   | 248     | 145     | 7       | 58.5    | 1952    | 20      | 145.99      | 51      | 81         | 1.59           | 0       |
| 2015                                   | BIG6                                   | 1+? | 27+?    | 15+?    | 0+?     | 55.6    | 142+?   | 1+?     | ?           | 7+?     | 28+?       | ?              | 0+?     |
| 2016                                   | Div1                                   | ?   | 77      | 44      | 2       | 57.1    | 726     | 9       | 156.31      | 21      | 11         | 1.91           | 0       |
| 2017                                   | Div1                                   | ?   | 155     | 90      | 2       | 58.1    | 1547    | 23      | 198.75      | 68      | 17         | 4.00           | 0       |
| 2018                                   | Div1                                   | ?   | 134     | 74      | 4       | 55.2    | 1147    | 19      | 156.99      | 53      | 18         | 2.94           | 1       |
| 2018                                   | BIG6                                   | ?   | ?       | ?       | ?       | ?       | ?       | ?       | ?           | ?       | ?          | ?              | ?       |
| Totale Flash de La Courneuve           | Totale Flash de La Courneuve           | 1+? | 641+?   | 368+?   | 15+?    | ?       | 5514+?  | 72+?    | -           | 230+?   | 125+?      | ?              | 1+?     |
| Totale squadre maggiori                | Totale squadre maggiori                | 1+? | 641+?   | 368+?   | 15+?    | ?       | 5514+?  | 72+?    | -           | 200+?   | 155+?      | ?              | 1+?     |
| 2007                                   |                                        | ?   | ?       | ?       | ?       | ?       | ?       | ?       | ?           | ?       | ?          | ?              | ?       |
| Totale nazionale giovanile             | Totale nazionale giovanile             | ?   | ?       | ?       | ?       | ?       | ?       | ?       | ?           | ?       | ?          | ?              | ?       |
| 2012                                   |                                        | ?   | ?       | ?       | ?       | ?       | ?       | ?       | ?           | ?       | ?          | ?              | ?       |
| 2013                                   |                                        | ?   | ?       | ?       | ?       | ?       | ?       | ?       | ?           | ?       | ?          | ?              | ?       |
| 2014                                   |                                        | ?   | ?       | ?       | ?       | ?       | ?       | ?       | ?           | ?       | ?          | ?              | ?       |
| 2015                                   |                                        | ?   | ?       | ?       | ?       | ?       | ?       | ?       | ?           | ?       | ?          | ?              | ?       |
| 2016                                   |                                        | ?   | ?       | ?       | ?       | ?       | ?       | ?       | ?           | ?       | ?          | ?              | ?       |
| 2017                                   |                                        | 2   | 40      | 25      | 2       | 62.5    | 255     | 4       | 137.17      | 5       | -6         | -1.20          | 0       |
| 2018                                   |                                        | 3   | 71      | 47      | 1       | 66.2    | 733     | 9       | 191.93      | 11      | 33         | 3.00           | 0       |
| Totale nazionale maggiore              | Totale nazionale maggiore              | ?   | ?       | ?       | ?       | ?       | ?       | ?       | ?           | ?       | ?          | ?              | ?       |
| Totale nazionale                       | Totale nazionale                       | 5+? | 111+?   | 72+?    | 3+?     | ?       | 988+?   | 13+?    | ?           | 16+?    | 27+?       | ?              | 0+?     |
| Totale                                 | Totale                                 | 6+? | 752+?   | 440+?   | 18+?    | ?       | 6502+?  | 85+?    | ?           | 216+?   | 182+?      | ?              | 1+?     |

## Vittorie e premi

### Club
- 4 Casque de Diamant (2010, 2012, 2017, 2018)

### Nazionale
- 1 World Games (2017)
- 1 Europeo (2018)

### Personali
- MVP del Campionato europeo di football americano (2018)